# Psychologie légale
Pour les articles homonymes, voir Psychologie (homonymie).
Le professionnel qui travaille dans le champ de la psychologie légale est un psychologue légal. Il est confronté à des patients qui présentent un rapport particulier à la loi et son travail consiste à appliquer les connaissances et les méthodes de la psychologie au domaine juridique. Cela signifie que le psychologue légiste intervient dans des situations où la psychologie et le droit se rencontrent, comme par exemple dans les tribunaux, les prisons, ou les services de protection de l'enfance. Il peut être amené à évaluer la dangerosité d’une personne, à déterminer si un individu est apte à subir un procès (c’est-à-dire à évaluer la capacité de discernement), ou encore à intervenir dans des décisions administratives, comme l’aptitude à la détention d'armes à feu.
Le psychologue légal peut travailler dans le cadre du droit de la police, du droit de la famille, du droit de la protection de l'enfant et de l'adulte, dans le cadre de l'organisation du droit de garde et de l'autorité parentale, ainsi que dans le cadre du droit d'aide aux victimes. Son travail peut inclure des évaluations psychologiques pour déterminer la responsabilité pénale, la capacité de discernement, et des expertises en matière de santé mentale dans des contextes juridiques variés.
Il peut aussi travailler dans le domaine de l'expertise médico-légale et, dans ce cadre, être amené à se prononcer sur le degré de responsabilité du patient au moment des faits commis et donner son avis quant à une libération. Dans le domaine de l'expertise, il utilise souvent des tests (d'intelligence et d'aptitude, de personnalité ou projectifs).
Le clinicien qui travaille avec le délinquant part du postulat que l'individu présente une certaine plasticité sur laquelle il lui sera facile d'exercer une forme de manipulation comportementale.

## Description
La psychologie légale nécessite une compréhension des principes juridiques fondamentaux, en particulier en ce qui concerne les témoignages d'experts et le domaine de préoccupation spécifique (par exemple, la compétence pour subir un procès, la garde et la visite des enfants, ou la discrimination sur le lieu de travail), ainsi que les considérations juridictionnelles pertinentes (par exemple Aux États-Unis, la définition de l'aliénation mentale dans les procès criminels diffère d'un État à l'autre afin de pouvoir communiquer efficacement avec les juges, les avocats et les autres professionnels du droit. Une compétence importante pour de nombreux psychologues judiciaires est la capacité de témoigner en cours en tant que témoin expert, reformulant les conclusions psychologiques dans le langage juridique de la salle d'audience, fournissant des informations au personnel juridique d'une manière qui peut être comprise.
De plus, pour être un témoin crédible, le psychologue légiste doit comprendre la philosophie, les règles et les normes du système judiciaire. Ils doivent avant tout comprendre le système accusatoire. Il existe également des règles concernant les preuves par ouï-dire et, surtout, la règle d'exclusion. L'absence d'une solide compréhension de ces procédures entraînera la perte de crédibilité du psychologue judiciaire dans la salle d'audience. Un psychologue légiste peut être formé en clinique, social, organisationnel ou toute autre branche de la psychologie.